# Катему
Катему (ісп. Catemu) — місто в Чилі. Адміністративний центр однойменної комуни. Населення міста — 6706 осіб (2002). Місто і комуна входить до складу провінції Сан-Феліпе-де-Аконкагуа і регіону Вальпараїсо.
Територія — 361,6 км². Чисельність населення — 13 998 мешканців (2017). Щільність населення — 38,7 чол./км².

## Розташування
Місто розташоване за 73 км на північний схід від адміністративного центру області міста Вальпараїсо та за 32 км на північний захід від адміністративного центру провінції міста Сан-Феліпе.
Комуна межує:
- на півночі — з комуною Кабільдо
- на сході — з комунами Путаендо, Сан-Феліпе
- на південному сході — з комуною Панкеуе
- на півдні — з комуною Лляйлляй
- на південному заході — з комуною Іхуелас
- на заході — з комуною Ногалес